# Phyllocnistis finitima
Phyllocnistis finitima är en fjärilsart som beskrevs av Braun 1927. Phyllocnistis finitima ingår i släktet Phyllocnistis och familjen styltmalar. Inga underarter finns listade i Catalogue of Life.